# 중앙유럽 대학교
중앙유럽 대학교(Central European University, CEU)는 오스트리아, 헝가리, 미국에서 인가를 받은 사립 연구 대학으로 오스트리아 빈과 헝가리 부다페스트에 캠퍼스가 있다.
오스트리아·헝가리·미국에서 인가를 받은 연구 중심 사립 대학교으로 현재 비엔나와 부다페스트에 캠퍼스가 소재해 있다. 사회 과학 및 인문학 분야에 강점이 있으며, 학생 대 교수 비율이 낮고, 유학생 수가 많은 것으로 유명하다. 이 대학교의 주요 이념은 열린 사회 재단(Open Society Foundation)과 긴밀하게 연계하여 열린사회의 실현을 촉진하는 것이다.
중앙유럽대학은 1991년에 미국의 금융인이자 정치 활동가, 자선가인 조지 소로스가 8억 8천만 미국 달러를 기부하여 설립되었다. 그 결과 유럽에서 학생 1인당 재원이 가장 풍부한 대학 가운데 하나가 되었다. 소로스가 이 지역에 대학교를 설립한 까닭은 당시 공산권이 붕괴함에 따라 민주화가 진행되던 중앙유럽에 독립적이고 국제적인 대학이 필요하다고 판단했기 때문이다.

## 아틀라스

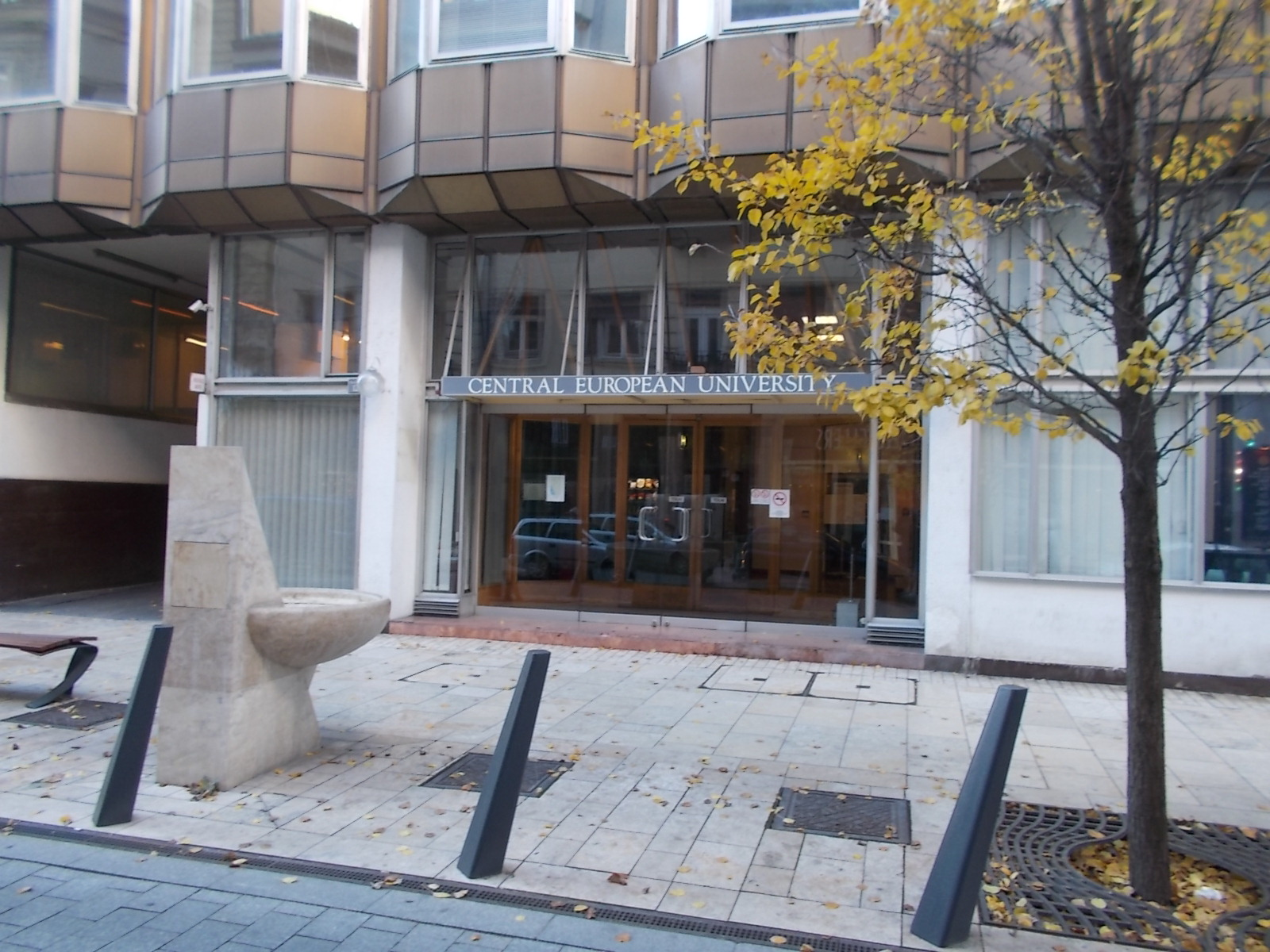
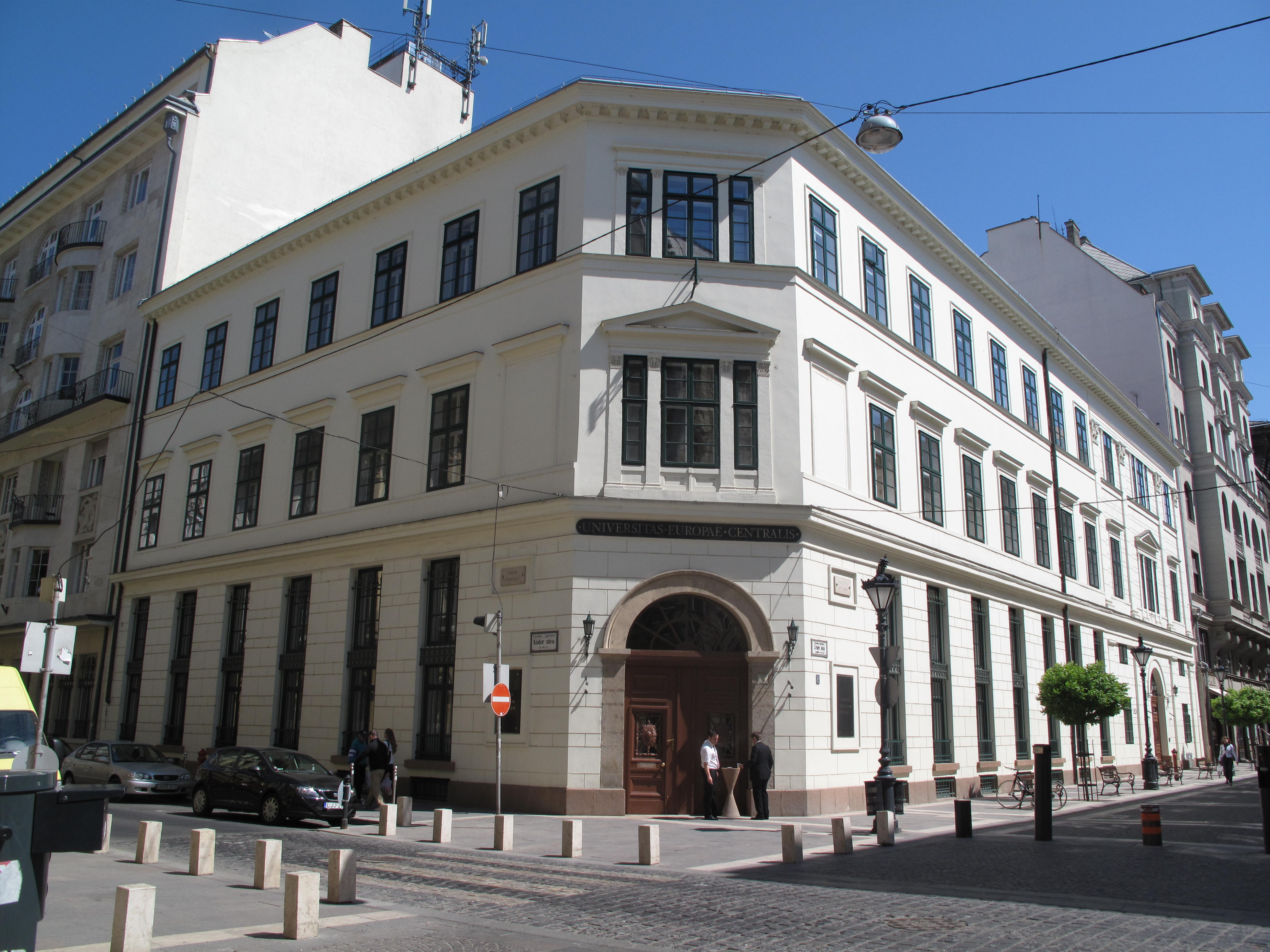
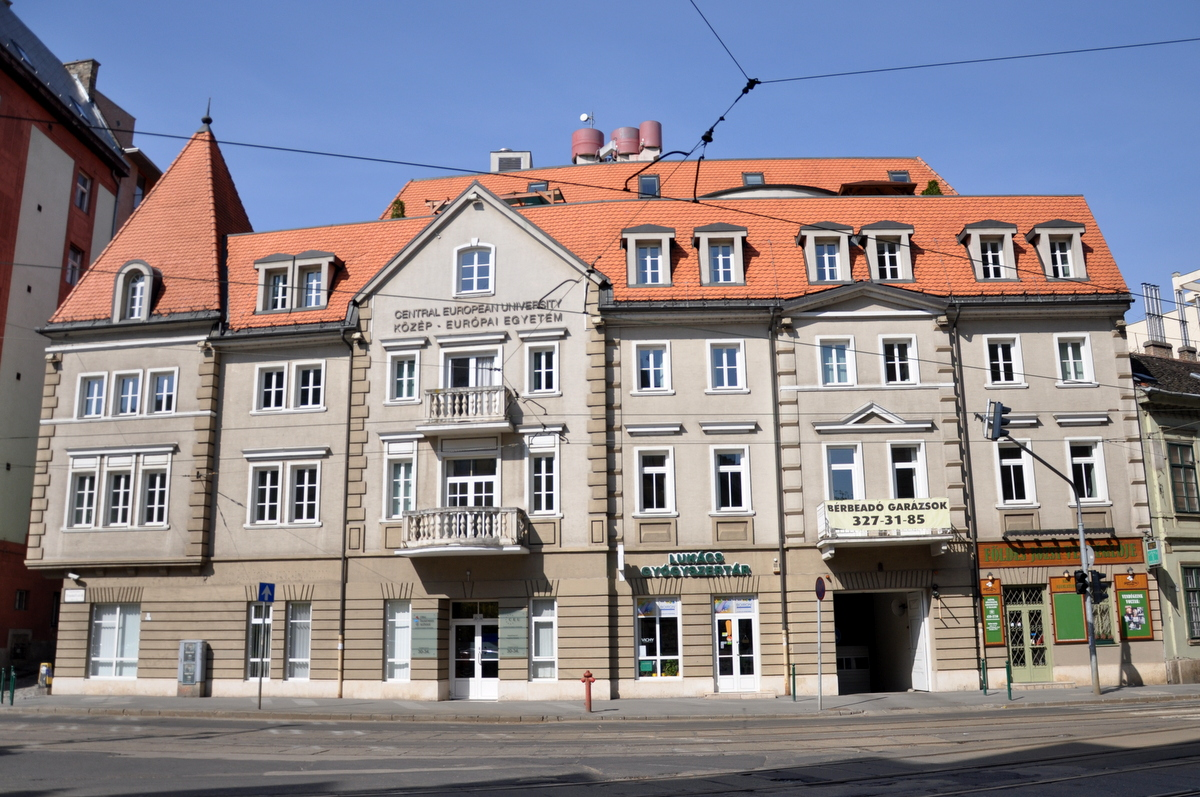
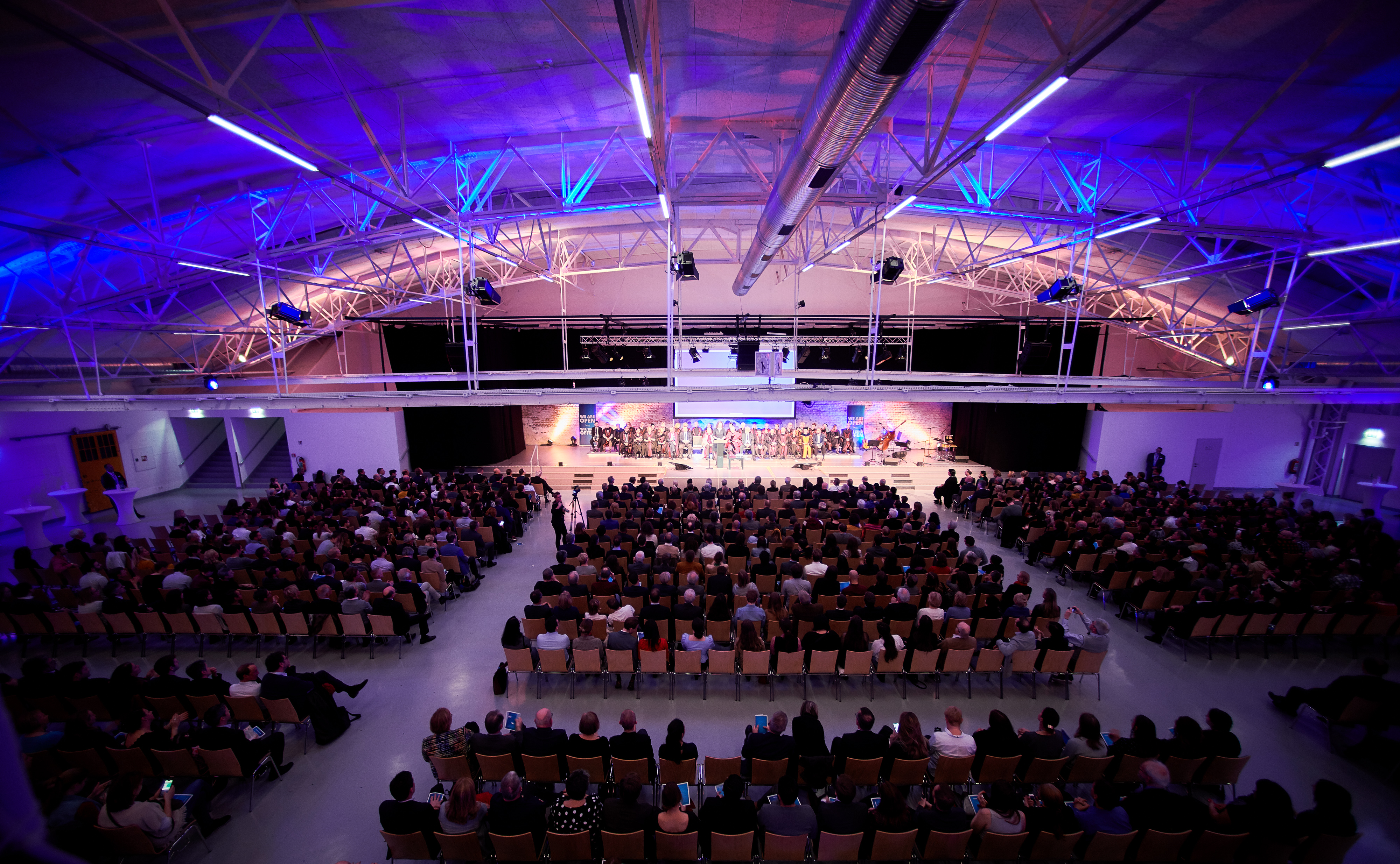

## 같이 보기
- 오르반 빅토르
- 피데스
- 조지 소로스